# Gudaf Tsegay
Gudaf Tsegay (née le 23 janvier 1997) est une athlète éthiopienne, spécialiste des courses de fond
Championne du monde du 5 000 mètres en 2022 à Eugene, et championne du monde en salle du 1 500 mètres en 2022 à Belgrade, elle détient depuis 2021 le record du monde en salle du 1 500 m en 3 min 53 s 09 et de 2023 à 2025 le record du monde du 5 000 m en 14 min 00 s 21.

## Biographie
Gudaf Tsegay se classe deuxième du 1 500 mètres des championnats du monde juniors de 2014, derrière sa compatriote Dawit Seyaum.
Le 20 février 2016, à Glasgow, elle établit un nouveau record du monde en salle junior du 1 500 m en 4 min 1 s 81, améliorant de plus d'une seconde l'ancien record détenu depuis 2010 par sa compatriote Kalkidan Gezahegne.
Le 19 mars 2016, Tsegay remporte la médaille de bronze lors des championnats du monde en salle de Portland sur 1 500 m en 4 min 05 s 71. Elle est devancée par la Néerlandaise Sifan Hassan (4 min 04 s 96) et sa compatriote Dawit Seyaum (4 min 05 s 30).
Aux Mondiaux de Doha le 5 octobre 2019, elle décroche la médaille de bronze sur 1 500 m en battant son record personnel en 3 min 54 s 38, derrière la Kényane Faith Kipyegon et Sifan Hassan.
Le 9 février 2021 au meeting de Liévin, elle bat de plus de deux secondes le record du monde en salle du 1 500 m, détenu depuis 2014 par sa compatriote Genzebe Dibaba, en établissant la marque de 3 min 53 s 09. Le 20 juin 2021, à Chorzów, elle porte son record personnel à 3 min 54 s 01. Lors des Jeux olympiques de Tokyo, dans l'épreuve du 5 000 m, Gudaf Tsegay monter sur la troisième marche du podium, devancée par Sifan Hassan et Hellen Obiri.

### Championne du monde du 5 000 m (2022)

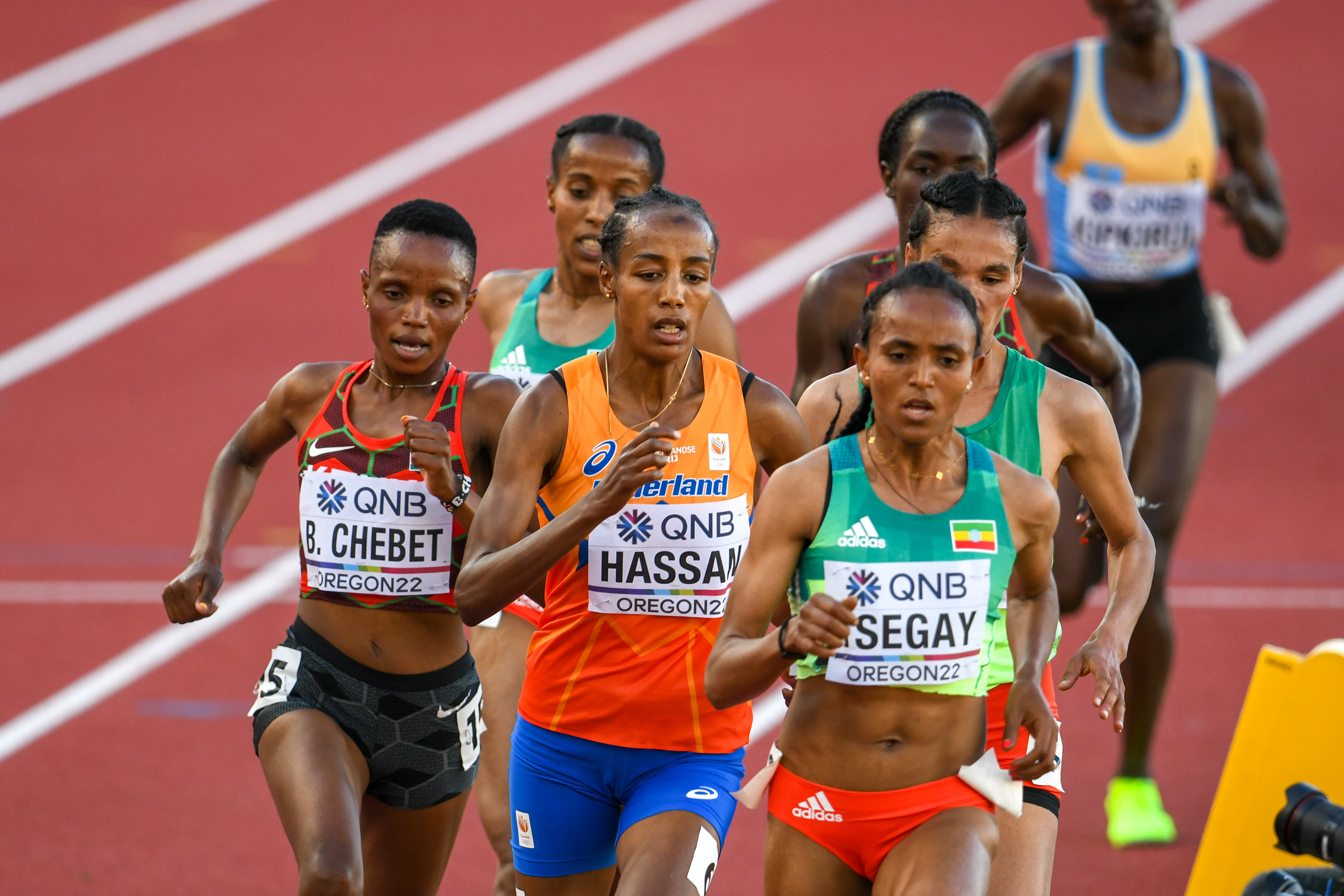
Gudaf Tsegay lors des championnats du monde 2022.

Elle remporte le 1 500 m des championnats du monde en salle 2022, à Belgrade, en établissant un nouveau record des championnats en 3 min 57 s 19. Elle précède ses deux compatriotes Axumawit Embaye et Hirut Meshesha.
Alignée sur deux épreuves lors des championnats du monde en plein air, à Eugene, elle remporte tout d'abord la médaille d'argent sur 1 500 m, derrière Faith Kipyegon, puis s'adjuge la médaille d'or du 5 000 m en bouclant la distance en 14 min 46 s 29, devançant sur le podium Beatrice Chebet et Dawit Seyaum.

### Championne du monde du 10 000 m et record du monde du 5 000 m (2023)
Le 25 février 2023 à Birmingham, elle établit la deuxième meilleure performance mondiale de tous les temps en salle sur 3 000 m en 8 min 16 s 69, à 9/100e de seconde seulement du record du monde de Genzebe Dibaba.
Aux championnats du monde 2023 de Budapest, elle s'impose dans l'épreuve du 10 000 m en 31 min 27 s 18 en devançant la tenante du titre Letesenbet Gidey. Quelques jours plus tard, elle est battue sur 5 000 m, ne terminant que 13e de la finale.
Le 17 septembre 2023, lors de la finale de la Ligue de diamant 2023 à Eugene, Gudaf Tsegay remporte le trophée en établissant un nouveau record du monde du 5 000 m en 14 min 0 s 21, frôlant de peu la barrière des 14 minutes. Le précédent record appartenait à Faith Kipyegon, établi trois mois plus tôt en 14 min 5 s 20.

## Palmarès
| Date | Compétition                        | Lieu                               | Résultat | Épreuve  | Temps          |
| ---- | ---------------------------------- | ---------------------------------- | -------- | -------- | -------------- |
| 2014 | Championnats du monde juniors      | Eugene                             | 2e       | 1 500 m  | 4 min 10 s 83  |
| 2016 | Circuit mondial en salle de l'IAAF | Circuit mondial en salle de l'IAAF | 2e       | 3 000 m  | détails        |
| 2016 | Championnats du monde en salle     | Portland                           | 3e       | 1 500 m  | 4 min 05 s 71  |
| 2016 | Ligue de diamant                   | Ligue de diamant                   | 9e       | 1 500 m  | détails        |
| 2017 | Ligue de diamant                   | Ligue de diamant                   | 4e       | 1 500 m  | 4 min 00 s 36  |
| 2019 | Ligue de diamant                   | Ligue de diamant                   | 9e       | 1 500 m  | 4 min 03 s 77  |
| 2019 | Championnats du monde              | Doha                               | 3e       | 1 500 m  | 3 min 54 s 38  |
| 2020 | Circuit mondial en salle de l'IAAF | Circuit mondial en salle de l'IAAF | 1re      | 1 500 m  | détails        |
| 2021 | Jeux olympiques                    | Tokyo                              | 3e       | 5 000 m  | 14 min 38 s 87 |
| 2022 | Circuit mondial en salle de l'IAAF | Circuit mondial en salle de l'IAAF | 1re      | 400 m    | 30 pts         |
| 2022 | Championnats du monde en salle     | Belgrade                           | 1re      | 1 500 m  | 3 min 57 s 19  |
| 2022 | Championnats du monde              | Eugene                             | 2e       | 1 500 m  | 3 min 54 s 52  |
| 2022 | Championnats du monde              | Eugene                             | 1re      | 5 000 m  | 14 min 46 s 29 |
| 2023 | Circuit mondial en salle de l'IAAF | Circuit mondial en salle de l'IAAF | 3e       | 3 000 m  | détails        |
| 2023 | Championnats du monde              | Budapest                           | 1re      | 10 000 m | 31 min 27 s 18 |
| 2023 | Championnats du monde              | Budapest                           | 13e      | 5 000 m  | 15 min 1 s 13  |
| 2023 | Ligue de diamant                   | Ligue de diamant                   | 1re      | 5 000 m  | 14 min 00 s 21 |
| 2024 | Championnats du monde en salle     | Glasgow                            | 2e       | 3 000 m  | 8 min 21 s 13  |
| 2024 | Jeux olympiques                    | Paris                              | 12e      | 1 500 m  | 4 min 1 s 27   |
| 2024 | Jeux olympiques                    | Paris                              | 9e       | 5 000 m  | 14 min 45 s 21 |
| 2024 | Jeux olympiques                    | Paris                              | 6e       | 10 000 m | 30 min 45 s 21 |
| 2025 | Championnats du monde en salle     | Nankin                             | 1re      | 1 500 m  | 3 min 54 s 96  |

## Records
| Épreuve      | Performance        | Lieu         | Date              |              |
| En plein air | En plein air       | En plein air | En plein air      | En plein air |
| ------------ | ------------------ | ------------ | ----------------- | ------------ |
| 1 500 m      | 3 min 50 s 30      | Xiamen       | 20 avril 2024     |              |
| Mile         | 4 min 11 s 89      | Londres      | 19 juillet 2025   |              |
| 3 000 m      | 8 min 25 s 23      | Doha         | 25 septembre 2020 |              |
| 5 000 m      | 14 min 0 s 21 (WR) | Eugene       | 17 septembre 2023 |              |
| 10 000 m     | 29 min 5 s 92      | Eugene       | 25 mai 2024       |              |
| 5 km         | 14 min 33 s        | Zurich       | 7 septembre 2022  |              |
| 10 km        | 32 min 18 s        | Jaén         | 18 janvier 2020   |              |
| Piste courte |                    |              |                   |              |
| 1 500 m      | 3 min 53 s 09 (WR) | Liévin       | 9 février 2021    |              |
| Mile         | 4 min 16 s 16      | Toruń        | 8 février 2023    |              |
| 3 000 m      | 8 min 16 s 69      | Birmingham   | 25 février 2023   |              |